# بجز در حال مرگ (فیلم)
بجز در حال مرگ (به انگلیسی:Except Dying) نام یک فیلم کانادایی محصول سال ۲۰۰۴ میلادی است.
این فیلم با محوریت شخصیت های مورین جنینگز ساخته شده است. 
پس از این فیلم،دو فیلم دیگر نیز با اقتباس از رمان‌های مورین جنینگز و همان بازیگران ساخته شد.

## داستان
کاراگاه مرداک،کاراگاه پلیس تورنتو است که در پاسگاه شماره ۴ کار می کند.
روز جسد عریان یک دختر جوان که خدمتکار بود،در کوچه ای پیدا می شود.
مرداک پرونده را پی‌گیری می کند و قاتل را می یابد.

## بازیگران
- پیتر اوتربریج در نقش کاراگاه ویلیام مرداک
- فلورا مونتگومری در نقش اِتی وِستون
- کالم مینی در نقش سربازرس تامس بِرَکِنرید
- کیلی هاوس در نقش دکتر جولیا آگدن
- ویلیام بی. دیویس در نقش گادفِری شِپکات
- کیت تروتر در نقش دونالدا رودز
- متیو مک‌فادزین در نقش پاسبان جورج کِرَبتِری
- فلیپ گریم در نقش اولیور ویکِن
- دورین برونستون در نقش بِئاتریس کیچِن
- جو پینگو در نقش پروفسور اُترانتو